# Liste der Staatsoberhäupter 1999
Übersicht
◄◄ | ◄ | 1995 | 1996 | 1997 | 1998 | Liste der Staatsoberhäupter 1999 | 2000 | 2001 | 2002 | 2003 | ► | ►►

Weitere Ereignisse

## Afrika
- Ägypten
  - Staatsoberhaupt: Präsident Husni Mubarak (1981–2011) (1981–1982 Ministerpräsident)
  - Regierungschef:
    - Ministerpräsident Kamal al-Ganzuri (1996–5. Oktober 1999, 2011–2012)
    - Ministerpräsident Atif Abaid (5. Oktober 1999–2004)
- Algerien
  - Staatsoberhaupt:
    - Präsident Liamine Zéroual (1994–27. April 1999)
    - Präsident: Abd al-Aziz Bouteflika (27. April 1999–2019)

  - Regierungschef:
    - Ministerpräsident Smail Hamdani (1998–23. Dezember 1999)
    - Ministerpräsident Ahmed Benbitour (23. Dezember 1999–2000)
- Angola
  - Staatsoberhaupt: Präsident José Eduardo dos Santos (1979–2017)
  - Regierungschef: Premierminister Fernando José de França Dias Van Dúnem (1991–1992, 1996–29. Januar 1999) (Amt 1999 abgeschafft)
- Äquatorialguinea
  - Staatsoberhaupt: Präsident Teodoro Obiang Nguema Mbasogo (seit 1979) (bis 1982 Vorsitzender des Obersten Militärrats)
  - Regierungschef: Premierminister Ángel Serafín Seriche Dougan (1996–2001)
- Äthiopien
  - Staatsoberhaupt: Präsident Negasso Gidada (1995–2001)
  - Regierungschef: Ministerpräsident Meles Zenawi (1995–2012) (1991–1995 Präsident)
- Benin
  - Staats- und Regierungschef: Präsident Mathieu Kérékou (1972–1991, 1996–2006)
- Botswana
  - Staats- und Regierungschef: Präsident Festus Mogae (1998–2008)
- Burkina Faso
  - Staatsoberhaupt: Präsident Blaise Compaoré (1987–2014)
  - Regierungschef: Ministerpräsident Kadré Désiré Ouédraogo (1996–2000)
- Burundi
  - Staats- und Regierungschef: Präsident Pierre Buyoya (1987–1993, 1996–2003)
- Dschibuti
  - Staatsoberhaupt:
    - Präsident Hassan Gouled Aptidon (1977–8. Mai 1999) (1977 Ministerpräsident)
    - Präsident Ismail Omar Guelleh (seit 8. Mai 1999)

  - Regierungschef: Ministerpräsident Barkat Gourad Hamadou (1978–2001)
- Elfenbeinküste
  - Staatsoberhaupt:
    - Präsident Henri Konan Bédié (1993–24. Dezember 1999)
    - Präsident Robert Guéï (25. Dezember 1999–2000)

  - Regierungschef: Premierminister Daniel Kablan Duncan (1993–24. Dezember 1999, 2012–2017)
- Eritrea
  - Staats- und Regierungschef: Präsident Isayas Afewerki (seit 1993)
- Gabun
  - Staatsoberhaupt: Präsident Omar Bongo (1967–2009)
  - Regierungschef:
    - Ministerpräsident Paulin Obame Nguema (1994–23. Januar 1999)
    - Ministerpräsident Jean-François Ntoutoume Emane (23. Januar 1999–2006)
- Gambia
  - Staats- und Regierungschef: Präsident Yahya Jammeh (1994–2017) (bis 1996 Vorsitzender des Provisorischen Regierungsrats der Armee)
- Ghana
  - Staats- und Regierungschef: Präsident Jerry Rawlings (1979, 1981–2001) (bis 1993 Vorsitzender des provisorischen Nationalen Verteidigungsrats)
- Guinea
  - Staatsoberhaupt: Präsident Lansana Conté (1984–2008)
  - Regierungschef:
    - Premierminister Sidya Touré (1996–8. März 1999)
    - Ministerpräsident Lamine Sidimé (8. März 1999–2004)
- Guinea-Bissau
  - Staatsoberhaupt:
    - Präsident João Bernardo Vieira (1980–1984, 1984–7. Mai 1999, 2005–2009) (1978–1980 Premierminister)
    - Chef der Militärjunta Ansumané Mané (7. Mai 1999–14. Mai 1999)
    - Parlamentspräsident Malam Bacai Sanhá (14. Mai 1999–2000, 2009–2012) (kommissarisch)

  - Regierungschef: Premierminister Francisco Fadul (1998–2000)
- Kamerun
  - Staatsoberhaupt: Präsident Paul Biya (seit 1982)
  - Regierungschef: Ministerpräsident Peter Mafany Musonge (1996–2004)
- Kap Verde
  - Staatsoberhaupt: Präsident António Monteiro (1991–2001)
  - Regierungschef: Premierminister Carlos Veiga (1991–2000)
- Kenia
  - Staats- und Regierungschef: Präsident Daniel arap Moi (1978–2002)
- Komoren
  - Staatsoberhaupt:
    - Präsident Tadjidine Ben Said Massounde (1998–30. April 1999) (kommissarisch) (1996 Premierminister)
    - Präsident Azali Assoumani (30. April 1999–2002) (bis 6. Mai 1999 Stabschef der Armee der nationalen Entwicklung)

  - Regierungschef:
    - Ministerpräsident Abbas Djoussouf (1998–30. April 1999)
    - Ministerpräsident Bianrifi Tarmidi (2. Dezember 1999–2000)
- Demokratische Republik Kongo (bis 1964 Kongo-Léopoldville, 1964–1971 Demokratische Republik Kongo, 1971–1997 Zaïre)
  - Staats- und Regierungschef: Präsident Laurent-Désiré Kabila (1997–2001)
- Republik Kongo (1960–1970 Kongo-Brazzaville; 1970–1992 Volksrepublik Kongo)
  - Staats- und Regierungschef: Präsident Denis Sassou-Nguesso (1979–1992, seit 1997)
- Lesotho
  - Staatsoberhaupt: König Letsie III. (1990–1995, seit 1996)
  - Regierungschef: Ministerpräsident Bethuel Pakalitha Mosisili (1998–2012, 2015–2017)
- Liberia
  - Staats- und Regierungschef: Präsident Charles Taylor (1997–2003)
- Libyen
  - Revolutionsführer: Muammar al-Gaddafi (1969–2011) (1969–1979 Generalsekretär des Allgemeinen Volkskongresses)
  - Staatsoberhaupt: Generalsekretär des Allgemeinen Volkskongresses Zantani Muhammad az-Zantani (1992–2008)
  - Regierungschef: Generalsekretär des Allgemeinen Volkskomitees Muhammad Ahmad al-Manqusch (1997–2000)
- Madagaskar
  - Staatsoberhaupt: Präsident Didier Ratsiraka (1975–1993, 1997–2002)
  - Regierungschef: Premierminister Tantely Andrianarivo (1998–2002)
- Malawi
  - Staats- und Regierungschef: Präsident Bakili Muluzi (1994–2004)
- Mali
  - Staatsoberhaupt: Präsident Alpha Oumar Konaré (1992–2002)
  - Regierungschef: Premierminister Ibrahim Boubacar Keïta (1994–2000)
- Marokko
  - Staatsoberhaupt:
    - König Hassan II. (1961–23. Juli 1999)
    - König Mohammed VI. (seit 23. Juli 1999)

  - Regierungschef: Premierminister Abderrahmane Youssoufi (1998–2002)
- Mauretanien
  - Staatsoberhaupt: Präsident Maaouya Ould Sid’Ahmed Taya (1984–2005) (1981–1984, 1984–1992 Ministerpräsident)
  - Regierungschef: Premierminister Cheikh El Avia Ould Mohamed Khouna (1996–1997, 1998–2003)
- Mauritius
  - Staatsoberhaupt: Präsident Cassam Uteem (1992–2002)
  - Regierungschef: Premierminister Navin Ramgoolam (1995–2000, 2005–2014, seit 2024)
- Mosambik
  - Staatsoberhaupt: Präsident Joaquim Alberto Chissano (1986–2005)
  - Regierungschef: Premierminister Pascoal Mocumbi (1994–2004)
- Namibia
  - Staatsoberhaupt: Präsident Sam Nujoma (1990–2005)
  - Regierungschef: Ministerpräsident Hage Geingob (1990–2002, 2012–2015) (2015–2024 Präsident)
- Niger
  - Staatsoberhaupt:
    - Präsident Ibrahim Baré Maïnassara (1996–9. April 1999)
    - Vorsitzender des Nationalen Versöhnungsrates Daouda Malam Wanké (11. April 1999–22. Dezember 1999)
    - Präsident Mamadou Tandja (22. Dezember 1999–2010)

  - Regierungschef: Premierminister Ibrahim Hassane Mayaki (1997–2000)
- Nigeria
  - Staats- und Regierungschef:
    - Vorsitzender des Provisorischen Regierungsrats Abdulsalami Abubakar (1998–29. Mai 1999)
    - Präsident Olusegun Obasanjo (1976–1979, 29. Mai 1999–2007)
- Ruanda
  - Staatsoberhaupt: Präsident Pasteur Bizimungu (1994–2000)
  - Regierungschef: Ministerpräsident Pierre-Célestin Rwigema (1995–2000)
- Sambia
  - Staats- und Regierungschef: Präsident Frederick Chiluba (1991–2002)
- São Tomé und Príncipe
  - Staatsoberhaupt: Präsident Miguel Trovoada (1991–1995, 1995–2001) (1975–1979 Ministerpräsident)
  - Regierungschef:
    - Premierminister Raul Bragança Neto (1996–5. Januar 1999)
    - Premierminister Guilherme Posser da Costa (5. Januar 1999–2001)
- Senegal
  - Staatsoberhaupt: Präsident Abdou Diouf (1981–2000) (1970–1980 Premierminister)
  - Regierungschef: Premierminister Mamadou Lamine Loum (1998–2000)
- Seychellen
  - Staats- und Regierungschef: Präsident France-Albert René (1977–2004) (1976–1977 Ministerpräsident)
- Sierra Leone
  - Staats- und Regierungschef: Präsident Ahmad Tejan Kabbah (1996–1997, 1998–2007)
- Simbabwe
  - Staats- und Regierungschef: Präsident Robert Mugabe (1987–2017) (1980–1987 Ministerpräsident)
- Somalia
  - Staats- und Regierungschef: Präsident vakant (1997–2000)
  - Somaliland (international nicht anerkannt)
    - Staats- und Regierungschef: Präsident Mohammed Haji Ibrahim Egal (1993–2002) (1967–1969 Ministerpräsident von Somalia)
- Südafrika
  - Staats- und Regierungschef:
    - Präsident Nelson Mandela (1994–16. Juni 1999)
    - Präsident Thabo Mbeki (16. Juni 1999–2008)
- Sudan
  - Staats- und Regierungschef: Präsident Umar al-Baschir (1989–2019)
- Swasiland
  - Staatsoberhaupt: König Mswati III. (seit 1986)
  - Regierungschef: Premierminister Barnabas Sibusiso Dlamini (1996–2003, 2008–2018)
- Tansania
  - Staatsoberhaupt: Präsident Benjamin Mkapa (1995–2005)
  - Regierungschef: Premierminister Frederick Sumaye (1995–2005)
- Togo
  - Staatsoberhaupt: Präsident Gnassingbé Eyadéma (1967–2005)
  - Regierungschef:
    - Premierminister Kwassi Klutse (1996–21. Mai 1999)
    - Premierminister Eugene Koffi Adoboli (21. Mai 1999–2000)
- Tschad
  - Staatsoberhaupt: Präsident Idriss Déby (1990–2021)
  - Regierungschef:
    - Premierminister Nassour Guelendouksia Ouaido (1997–13. Dezember 1999)
    - Premierminister Nagoum Yamassoum (13. Dezember 1999–2002)
- Tunesien
  - Staatsoberhaupt: Präsident Zine el-Abidine Ben Ali (1987–2011) (1987 Ministerpräsident)
  - Regierungschef:
    - Ministerpräsident Hamed Karoui (1989–17. November 1999)
    - Ministerpräsident Mohamed Ghannouchi (17. November 1999–2011)
- Uganda
  - Staatsoberhaupt: Präsident Yoweri Museveni (seit 1986)
  - Regierungschef:
    - Premierminister Kintu Musoke (1994–5. April 1999)
    - Premierminister Apolo Nsibambi (5. April 1999–2011)
- Westsahara (umstritten)
  - Staatsoberhaupt: Präsident Mohamed Abdelaziz (1976–2016) (im Exil)
  - Regierungschef:
    - Ministerpräsident Mahfoud Ali Beiba (1982–1985, 1988–1993, 1995–10. Februar 1999) (im Exil)
    - Ministerpräsident Bouchraya Hammoudi Beyoun (1993–1995, 10. Februar 1999–2003, seit 2020) (im Exil)
- Zentralafrikanische Republik
  - Staatsoberhaupt: Präsident Ange-Félix Patassé (1993–2003) (1976–1978 Premierminister)
  - Regierungschef:
    - Premierminister Michel Gbezera-Bria (1997–1. Februar 1999)
    - Premierminister Anicet Georges Dologuélé (1. Februar 1999–2001)

## Amerika

### Nordamerika
- Kanada
  - Staatsoberhaupt: Königin Elisabeth II. (1952–2022)
    - Generalgouverneur/-in:
      - Roméo LeBlanc (1995–7. Oktober 1999)
      - Adrienne Clarkson (7. Oktober 1999–2005)

  - Regierungschef: Premierminister Jean Chrétien (1993–2003)
- Mexiko
  - Staats- und Regierungschef: Präsident Ernesto Zedillo (1994–2000)
- Vereinigte Staaten von Amerika
  - Staats- und Regierungschef: Präsident Bill Clinton (1993–2001)

### Mittelamerika
- Antigua und Barbuda
  - Staatsoberhaupt: Königin Elisabeth II. (1981–2022)
    - Generalgouverneur James Carlisle (1993–2007)

  - Regierungschef: Ministerpräsident Lester Bird (1994–2004)
- Bahamas
  - Staatsoberhaupt: Königin Elisabeth II. (1973–2022)
    - Generalgouverneur: Orville Alton Turnquest (1995–2001)

  - Regierungschef: Ministerpräsident Hubert Ingraham (1992–2002, 2007–2012)
- Barbados
  - Staatsoberhaupt: Königin Elisabeth II. (1966–2021)
    - Generalgouverneur: Clifford Husbands (1996–2011)

  - Regierungschef: Ministerpräsident Owen Arthur (1994–2008)
- Belize
  - Staatsoberhaupt: Königin Elisabeth II. (1981–2022)
    - Generalgouverneur: Colville Young (1993–2021)

  - Regierungschef: Premierminister Said Musa (1998–2008)
- Costa Rica
  - Staats- und Regierungschef: Präsident Miguel Ángel Rodríguez Echeverría (1998–2002)
- Dominica
  - Staatsoberhaupt: Präsident Vernon Shaw (1998–2003)
  - Regierungschef: Ministerpräsident Edison James (1995–2000)
- Dominikanische Republik
  - Staats- und Regierungschef: Präsident Leonel Fernández (1996–2000, 2004–2012)
- El Salvador
  - Staats- und Regierungschef:
    - Präsident Armando Calderón Sol (1994–1. Juni 1999)
    - Präsident Francisco Flores Pérez (1. Juni 1999–2004)
- Grenada
  - Staatsoberhaupt: Königin Elisabeth II. (1974–2022)
    - Generalgouverneur: Daniel Williams (1996–2008)

  - Regierungschef: Premierminister Keith Mitchell (1995–2008, 2013–2022)
- Guatemala
  - Staats- und Regierungschef: Präsident Álvaro Arzú Irigoyen (1996–2000)
- Haiti
  - Staatsoberhaupt: Präsident René Préval (1996–2001, 2006–2011)
  - Regierungschef: Ministerpräsident Jacques-Édouard Alexis (26. März 1999–2001, 2006–2008)
- Honduras
  - Staats- und Regierungschef: Präsident Carlos Roberto Flores Facussé (1998–2002)
- Jamaika
  - Staatsoberhaupt: Königin Elisabeth II. (1962–2022)
    - Generalgouverneur: Howard Cooke (1991–2006)

  - Regierungschef: Ministerpräsident Percival J. Patterson (1992–2006)
- Kuba
  - Staatsoberhaupt und Regierungschef: Präsident des Staatsrats und des Ministerrats Fidel Castro (1976–2008) (1959–1976 Ministerpräsident)
- Nicaragua
  - Staats- und Regierungschef: Präsident Arnoldo Alemán (1997–2002)
- Panama
  - Staats- und Regierungschef:
    - Präsident Ernesto Pérez Balladares (1994–1. September 1999)
    - Präsidentin Mireya Moscoso (1. September 1999–2004)
- St. Kitts und Nevis
  - Staatsoberhaupt: Königin Elisabeth II. (1983–2022)
    - Generalgouverneur: Cuthbert Sebastian (1996–2013)

  - Regierungschef: Ministerpräsident Denzil Douglas (1995–2015)
- St. Lucia
  - Staatsoberhaupt: Königin Elisabeth II. (1979–2022)
    - Generalgouverneurin: Dame Pearlette Louisy (1997–2017)

  - Regierungschef: Ministerpräsident Kenneth Anthony (1997–2006, 2011–2016)
- St. Vincent und die Grenadinen
  - Staatsoberhaupt: Königin Elisabeth II. (1979–2022)
    - Generalgouverneur: Charles Antrobus (1996–2002)

  - Regierungschef: Ministerpräsident James Fitz-Allen Mitchell (1984–2000)
- Trinidad und Tobago
  - Staatsoberhaupt: Präsident Arthur N. R. Robinson (1997–2003) (1986–1991 Ministerpräsident)
  - Regierungschef: Ministerpräsident Basdeo Panday (1995–2001)

### Südamerika
- Argentinien
  - Staats- und Regierungschef:
    - Präsident Carlos Menem (1989–10. Dezember 1999)
    - Präsident Fernando de la Rúa (10. Dezember 1999–2001)
- Bolivien
  - Staats- und Regierungschef: Präsident Hugo Banzer Suárez (1971–1978, 1997–2001)
- Brasilien
  - Staats- und Regierungschef: Präsident Fernando Henrique Cardoso (1995–2003)
- Chile
  - Staats- und Regierungschef: Präsident Eduardo Frei Ruiz-Tagle (1994–2000)
- Ecuador
  - Staats- und Regierungschef: Präsident Jamil Mahuad (1998–2000)
- Guyana
  - Staatsoberhaupt:
    - Präsidentin Janet Jagan (1997–11. August 1999) (1997 Ministerpräsidentin)
    - Präsident Bharrat Jagdeo (11. August 1999–2011) (1999 Ministerpräsident)

  - Regierungschef:
    - Ministerpräsident Sam Hinds (1992–1997, 1997–1999, 1999–2015) (1997 Präsident)
    - Ministerpräsident Bharrat Jagdeo (9. August 1999–11. August 1999) (1999–2011 Präsident)
    - Ministerpräsident Sam Hinds (1992–1997, 1997–1999, 11. August 1999–2015) (1997 Präsident)
- Kolumbien
  - Staats- und Regierungschef: Präsident Andrés Pastrana (1998–2002)
- Paraguay
  - Staats- und Regierungschef:
    - Präsident Raúl Cubas Grau (1998–28. März 1999)
    - Präsident Luis Ángel González Macchi (28. März 1999–2003)
- Peru
  - Staatsoberhaupt: Präsident Alberto Fujimori (1990–2000)
  - Regierungschef:
    - Ministerpräsident Alberto Pandolfi (1996–1998, 1998–3. Januar 1999)
    - Ministerpräsident Víctor Joy Way (3. Januar 1999–10. Oktober 1999)
    - Ministerpräsident Alberto Bustamante Belaunde (10. Oktober 1999–2000)
- Suriname
  - Staats- und Regierungschef: Präsident Jules Albert Wijdenbosch (1996–2000) (1991 Regierungschef)
  - Regierungschef: Vizepräsident Pretapnarian Shawh Radhakishun (1986–1987, 1996–2000)
- Uruguay
  - Staats- und Regierungschef: Präsident Julio María Sanguinetti (1985–1990, 1995–2000)
- Venezuela
  - Staats- und Regierungschef:
    - Präsident Rafael Caldera (1994–2. Februar 1999)
    - Präsident Hugo Chávez (2. Februar 1999–2002, 2002–2013)

## Asien

### Ost-, Süd- und Südostasien
- Bangladesch
  - Staatsoberhaupt: Präsident Shahabuddin Ahmed (1990–1991, 1996–2001)
  - Regierungschef: Premierministerin Hasina Wajed (1996–2001, 2009–2024)
- Bhutan
  - Staatsoberhaupt: König Jigme Singye Wangchuck (1972–2006)
  - Regierungschef:
    - Ministerpräsident Jigme Thinley (1998–9. Juli 1999, 2003–2004, 2008–2013)
    - Ministerpräsident Sangay Ngedup (9. Juli 1999–2000, 2005–2006)
- Brunei
  - Staats- und Regierungschef: Sultan Hassanal Bolkiah (seit 1967)
- Republik China (Taiwan)
  - Staatsoberhaupt: Präsident Lee Teng-hui (1988–2000)
  - Regierungschef: Ministerpräsident Vincent Siew (1997–2000)
- Volksrepublik China
  - Staatsoberhaupt: Präsident Jiang Zemin (1993–2003)
  - Regierungschef: Ministerpräsident Zhu Rongji (1998–2003)
- Indien
  - Staatsoberhaupt: Präsident K. R. Narayanan (1997–2002)
  - Regierungschef: Premierminister Atal Bihari Vajpayee (1996, 1998–2004)
- Indonesien
  - Staatsoberhaupt und Regierungschef:
    - Präsident Bacharuddin Jusuf Habibie (1998–20. Oktober 1999)
    - Präsident Abdurrahman Wahid (20. Oktober 1999–2001)
- Japan
  - Staatsoberhaupt: Kaiser Akihito (1989–2019)
  - Regierungschef: Premierminister Keizō Obuchi (1998–2000)
- Kambodscha
  - Staatsoberhaupt: König Norodom Sihanouk (1941–1955, 1993–2004) (1960–1970, 1975–1976, 1991–1993 Präsident)
  - Regierungschef: Premierminister Hun Sen (1985–2023)
- Nordkorea
  - Vorsitzender der Nationalen Verteidigungskommission: Kim Jong-il (1994–2011)
  - Vorsitzender des Präsidiums der Obersten Volksversammlung: Kim Yong-nam (1998–2019)
  - Regierungschef: Ministerpräsident Hong Song-nam (1997–2003)
- Südkorea
  - Staatsoberhaupt: Präsident Kim Dae-jung (1998–2003)
  - Regierungschef: Ministerpräsident Kim Jong-pil (1971–1975, 1998–2000)
- Laos
  - Staatsoberhaupt: Präsident Khamtay Siphandone (1998–2006)
  - Regierungschef: Premierminister Sisavath Keobounphanh (1998–2001)
- Malaysia
  - Staatsoberhaupt:
    - Oberster Herrscher Tuanku Jaafar (1994–25. April 1999)
    - Oberster Herrscher Salahuddin Abdul Aziz (26. April 1999–2001)

  - Regierungschef: Premierminister Mahathir bin Mohamad (1981–2003, 2018–2020)
- Malediven
  - Staats- und Regierungschef: Präsident Maumoon Abdul Gayoom (1978–2008)
- Myanmar
  - Staatsoberhaupt: Vorsitzender des Staatsrats für Frieden und Entwicklung Than Shwe (1992–2011) (1992–2003 Ministerpräsident)
  - Regierungschef: Ministerpräsident Than Shwe (1992–2003) (1992–2011 Vorsitzender des Staatsrats für Frieden und Entwicklung)
- Nepal
  - Staatsoberhaupt: König Birendra (1972–2001)
  - Regierungschef:
    - Premierminister Girija Prasad Koirala (1991–1994, 1998–31. Mai 1999, 2000–2001, 2006–2008)
    - Premierminister Krishna Prasad Bhattarai (1990–1991, 31. Mai 1999–2000)
- Pakistan
  - Staatsoberhaupt: Präsident Mohammed Rafiq Tarar (1998–2001)
  - Regierungschef:
    - Ministerpräsident Nawaz Sharif (1990–1993, 1993, 1997–12. Oktober 1999, 2013–2017)
    - Chief Executive Pervez Musharraf (14. Oktober 1999–2002) (2001–2008 Präsident)
- Philippinen
  - Staats- und Regierungschef: Präsident Joseph Estrada (1998–2001)
- Singapur
  - Staatsoberhaupt:
    - Präsident Ong Teng Cheong (1993–1. September 1999)
    - Präsident Sellapan Ramanathan (1. September 1999–2011)

  - Regierungschef: Premierminister Goh Chok Tong (1990–2004)
- Sri Lanka
  - Staatsoberhaupt: Präsidentin Chandrika Kumaratunga (1994–2005) (1994 Premierministerin)
  - Regierungschef: Premierministerin Sirimavo Bandaranaike (1960–1965, 1970–1977, 1994–2000)
- Thailand
  - Staatsoberhaupt: König Rama IX. Bhumibol Adulyadej (1946–2016)
  - Regierungschef: Ministerpräsident Chuan Leekpai (1992–1995, 1997–2001)
- Vietnam
  - Staatsoberhaupt: Präsident Trần Đức Lương (1997–2006)
  - Regierungschef: Premierminister Phan Văn Khải (1997–2006)

### Vorderasien
- Armenien
  - Staatsoberhaupt: Präsident Robert Kotscharjan (1998–2008) (1992–1994 Ministerpräsident von Bergkarabach, 1994–1997 Präsident von Bergkarabach, 1997–1998 Ministerpräsident von Armenien)
  - Regierungschef:
    - Ministerpräsident Armen Darbinjan (1998–11. Juni 1999)
    - Ministerpräsident Wasken Sarkissjan (11. Juni 1999–27. Oktober 1999)
    - Ministerpräsident Aram Sarkissjan (3. November 1999–2000)
- Aserbaidschan
  - Staatsoberhaupt: Präsident Heidar Alijew (1993–2003)
  - Regierungschef: Ministerpräsident Artur Rasizadä (1996–2003, 2003–2018)
  - Bergkarabach (international nicht anerkannt)
    - Staatsoberhaupt: Präsident Arkadi Ghukassjan (1997–2007)
    - Regierungschef:
      - Ministerpräsident Schirajr Poghosjan (1998–24. Juni 1999)
      - Ministerpräsident Anuschawan Danieljan (30. Juni 1999–2007)
- Bahrain
  - Staatsoberhaupt:
    - Emir Isa II. (1971–1999)
    - Emir Hamad bin Isa Al Chalifa (seit 6. März 1999) (seit 2002 König)

  - Regierungschef: Ministerpräsident Chalifa ibn Salman Al Chalifa (1971–2020)
- Georgien
  - Staatsoberhaupt: Präsident Eduard Schewardnadse (1992–2003)
  - Regierungschef: Ministerpräsident Wascha Lortkipanidse (1998–2000)
  - Abchasien (international nicht anerkannt)
    - Staatsoberhaupt: Präsident Wladislaw Ardsinba (1992–2005)
    - Regierungschef:
      - Ministerpräsident Sergei Bagapsch (1997–Dezember 1999) (2005–2011 Präsident)
      - Ministerpräsident Wjatscheslaw Zugba (Dezember 1999–2001)

  - Südossetien (international nicht anerkannt)
    - Staatsoberhaupt: Parlamentspräsident Ludwig Tschibirow (1993–2001)
    - Regierungschef: Ministerpräsident Merab Tschigojew (1998–2001)
- Irak
  - Staats- und Regierungschef: Präsident Saddam Hussein (1979–2003)
- Iran
  - Religiöses Oberhaupt: Oberster Rechtsgelehrter Ali Chamene’i (seit 1989) (1981–1989 Ministerpräsident)
  - Staatsoberhaupt: Präsident Mohammad Chātami (1997–2005)
- Israel
  - Staatsoberhaupt: Präsident Ezer Weizmann (1993–2002)
  - Regierungschef:
    - Ministerpräsident Benjamin Netanjahu (1996–6. Juli 1999, 2009–2021, seit 2022)
    - Ministerpräsident Ehud Barak (6. Juli 1999–2001)
- Jemen
  - Staatsoberhaupt: Vorsitzender des Präsidialrates Ali Abdullah Salih (1990–2012) (ab 1994 Präsident) (1978–1990 Präsident des Nordjemen)
  - Regierungschef: Ministerpräsident Abdul Karim al-Iryani (1998–2001) (1980–1983 Ministerpräsident des Nordjemen)
- Jordanien
  - Staatsoberhaupt:
    - König Hussein (1952–7. Februar 1999)
    - König Abdullah II. (seit 7. Februar 1999)

  - Regierungschef:
    - Ministerpräsident Fayez at-Tarawneh (1989–4. März 1999, 2012)
    - Ministerpräsident Abdelraouf ar-Rawabdeh (4. März 1999–2000)
- Katar
  - Staatsoberhaupt: Emir Hamad bin Chalifa Al Thani (1995–2013) (1995–1996 Ministerpräsident)
  - Regierungschef: Ministerpräsident Abdullah bin Chalifa Al Thani (1996–2007)
- Kuwait
  - Staatsoberhaupt: Emir Dschabir III. (1977–2006) (1962–1963, 1965–1978 Ministerpräsident)
  - Regierungschef: Ministerpräsident Sa'ad al-Abdallah as-Salim as-Sabah (1978–2003) (2006 Emir)
- Libanon
  - Staatsoberhaupt: Präsident Émile Lahoud (1998–2007)
  - Regierungschef: Ministerpräsident Selim al-Hoss (1976–1980, 1987–1990, 1998–2000)
- Oman
  - Staats- und Regierungschef: Sultan Qabus ibn Said (1970–2020)
- Palästinensische Autonomiegebiete
  - Staats- und Regierungschef: Präsident: Jassir Arafat (1994–2004)
- Saudi-Arabien
  - Staats- und Regierungschef: König Fahd ibn Abd al-Aziz (1982–2005)
- Syrien
  - Staatsoberhaupt: Präsident Hafiz al-Assad (1971–2000) (1970–1971 Ministerpräsident)
  - Regierungschef: Ministerpräsident Mahmud Zuabi (1987–2000)
- Türkei
  - Staatsoberhaupt: Präsident Süleyman Demirel (1993–2000) (1965–1971, 1975–1977, 1977–1978, 1979–1980, 1991–1993 Ministerpräsident)
  - Regierungschef:
    - Ministerpräsident Mesut Yılmaz (1991, 1996, 1997–11. Januar 1999)
    - Ministerpräsident Bülent Ecevit (1974, 1977, 1978–1979, 11. Januar 1999–2002)
- Vereinigte Arabische Emirate
  - Staatsoberhaupt: Präsident Zayid bin Sultan Al Nahyan (1971–2004) (1966–2004 Emir von Abu Dhabi)
  - Regierungschef: Ministerpräsident Maktum bin Raschid Al Maktum (1971–1979, 1990–2006) (1990–2006 Emir von Dubai)

### Zentralasien
- Afghanistan
  - Staatsoberhaupt: Führer der Gläubigen Mohammed Omar (1996–2001)
  - Regierungschef: Vorsitzender des obersten Rats Mohammad Rabbani (1996–2001)
- Kasachstan
  - Staatsoberhaupt: Präsident Nursultan Nasarbajew (1991–2019)
  - Regierungschef:
    - Ministerpräsident Nurlan Balghymbajew (1997–1. Oktober 1999)
    - Ministerpräsident Qassym-Schomart Toqajew (1. Oktober 1999–2002) (bis 12. Oktober 1999 kommissarisch)
- Kirgisistan
  - Staatsoberhaupt: Präsident Askar Akajew (1991–2005)
  - Regierungschef:
    - Ministerpräsident Dschumabek Ibraimow (1998–4. April 1999)
    - Ministerpräsident Boris Silayev (4. April 1999–12. April 1999) (kommissarisch)
    - Ministerpräsident Amangeldy Muralijew (12. April 1999–2000)
- Mongolei
  - Staatsoberhaupt: Präsident Natsagiin Bagabandi (1997–2005)
  - Regierungschef:
    - Ministerpräsident Dschanlawyn Narantsatsralt (1998–22. Juli 1999)
    - Ministerpräsidentin Njam-Osoryn Tujaa (22. Juli 1999–30. Juli 1999) (kommissarisch)
    - Ministerpräsident Rintschinnjamyn Amardschargal (30. Juli 1999–2000)
- Tadschikistan
  - Staatsoberhaupt: Präsident Emomalij Rahmon (seit 1992)
  - Regierungschef:
    - Ministerpräsident Jachjo Asimow (1996–20. Dezember 1999)
    - Ministerpräsident Oqil Oqilow (20. Dezember 1999–2013)
- Turkmenistan
  - Staats- und Regierungschef: Präsident Saparmyrat Nyýazow (1991–2006)
- Usbekistan
  - Staatsoberhaupt: Präsident Islom Karimov (1991–2016)
  - Regierungschef: Ministerpräsident Oʻtkir Sultonov (1995–2003)

## Australien und Ozeanien
- Australien
  - Staatsoberhaupt: Königin Elisabeth II. (1952–2022)
    - Generalgouverneur: William Deane (1996–2001)

  - Regierungschef: Premierminister John Howard (1996–2007)
- Cookinseln (unabhängiger Staat in freier Assoziierung mit Neuseeland)
  - Staatsoberhaupt: Königin Elisabeth II. (1965–2022)
    - Queen’s Representative: Apenera Short (1990–2000)

  - Regierungschef:
    - Premierminister Geoffrey Henry (1983, 1989–29. Juli 1999)
    - Premierminister Joe Williams (29. Juli 1999–18. November 1999)
    - Premierminister Terepai Maoate (18. November 1999–2002)
- Fidschi
  - Staatsoberhaupt: Präsident Kamisese Mara (1993–2000) (Premierminister 1970–1987, 1987–1992)
  - Regierungschef:
    - Premierminister Sitiveni Rabuka (1992–19. Mai 1999, seit 2022) (1987 Staatsoberhaupt)
    - Premierminister Mahendra Chaudhry (19. Mai 1999–2000)
- Kiribati
  - Staats- und Regierungschef: Präsident Teburoro Tito (1994–2003)
- Marshallinseln
  - Staats- und Regierungschef: Präsident Imata Kabua (1997–2000)
- Mikronesien
  - Staats- und Regierungschef:
    - Präsident Jacob Nena (1997–11. Mai 1999)
    - Präsident Leo Falcam (11. Mai 1999–2003)
- Nauru
  - Staats- und Regierungschef:
    - Präsident Bernard Dowiyogo (1976–1978, 1989–1995, 1996, 1998–1999, 2000–2001, 2003, 2003)
    - Präsident René Harris (27. April 1999–2000, 2001–2003, 2003, 2003–2004)
- Neuseeland
  - Staatsoberhaupt: Königin Elisabeth II. (1952–2022)
    - Generalgouverneur: Michael Hardie Boys (1996–2001)

  - Regierungschef:
    - Premierministerin Jenny Shipley (1997–10. Dezember 1999)
    - Premierministerin Helen Clark (10. Dezember 1999–2008)
- Niue (unabhängiger Staat in freier Assoziierung mit Neuseeland)
  - Staatsoberhaupt: Königin Elisabeth II. (1974–2022)
    - Queen’s Representative: Generalgouverneur von Neuseeland

  - Regierungschef:
    - Premierminister Frank Lui (1993–26. Mai 1999)
    - Premierminister Sani Lakatani (26. Mai 1999–2002)
- Palau
  - Staats- und Regierungschef: Präsident Kuniwo Nakamura (1994–2000)
- Papua-Neuguinea
  - Staatsoberhaupt: Königin Elisabeth II. (1975–2022)
    - Generalgouverneur: Silas Atopare (1997–2003)

  - Regierungschef:
    - Premierminister Bill Skate (1997–14. Juli 1999)
    - Premierminister Mekere Morauta (14. Juli 1999–2002)
- Samoa
  - Staatsoberhaupt: O le Ao o le Malo Tanumafili II. (1962–2007)
  - Regierungschef: Premierminister Sailele Tuilaʻepa Malielegaoi (1998–2021)
- Salomonen
  - Staatsoberhaupt: Königin Elisabeth II. (1978–2022)
    - Generalgouverneur:
      - Moses Pitakaka (1994–7. Juli 1999)
      - John Lapli (7. Juli 1999–2004)

  - Regierungschef: Premierminister Bartholomew Ulufa'alu (1997–2000)
- Tonga
  - Staatsoberhaupt: König Taufaʻahau Tupou IV. (1970–2006)
  - Regierungschef: Premierminister Baron Vaea (1991–2000)
- Tuvalu
  - Staatsoberhaupt: Königin Elisabeth II. (1978–2022)
    - Generalgouverneur: Tomasi Puapua (1998–2003)

  - Regierungschef:
    - Premierminister Bikenibeu Paeniu (1989–1993, 1996–27. April 1999)
    - Premierminister Ionatana Ionatana (27. April 1999–2000)
- Vanuatu
  - Staatsoberhaupt:
    - Präsident Jean-Marie Manatawai (1994–2. März 1999)
    - Parlamentssprecher Edward Natapei (2. März 1999–24. März 1999) (kommissarisch)
    - Präsident John Bennett Bani (24. März 1999–2004)

  - Regierungschef:
    - Premierminister Donald Kalpokas (1991, 1998–25. November 1999)
    - Premierminister Barak Sopé (23. November 1999–2001)

## Europa
- Albanien
  - Staatsoberhaupt: Präsident Rexhep Meidani (1997–2002)
  - Regierungschef:
    - Ministerpräsident Pandeli Majko (1998–29. Oktober 1999, 2002)
    - Ministerpräsident Ilir Meta (29. Oktober 1999–2002)
- Andorra
  - Co-Fürsten:
    - Staatspräsident von Frankreich Jacques Chirac (1995–2007)
      - Persönlicher Repräsentant: 
        - Pierre de Bousquet de Florian (1997–25. Mai 1999)
        - Frédéric de Saint-Sernin (25. Mai 1999–2002)

    - Bischof von Urgell Joan Martí Alanís (1971–2003)
      - Persönlicher Repräsentant: Nemesi Marquès i Oste (1993–2010)

  - Regierungschef: Regierungspräsident Marc Forné Molné (1994–2005)
- Belarus
  - Staatsoberhaupt: Präsident Aljaksandr Lukaschenka (seit 1994)
  - Regierungschef: Ministerpräsident Sjarhej Linh (1996–2000)
- Belgien
  - Staatsoberhaupt: König Albert II. (1993–2013)
  - Regierungschef:
    - Ministerpräsident Jean-Luc Dehaene (1992–12. Juli 1999)
    - Ministerpräsident Guy Verhofstadt (12. Juli 1999–2008)
- Bosnien und Herzegowina
  - Hoher Repräsentant für Bosnien und Herzegowina
    - Repräsentant: Carlos Westendorp (1997–17. August 1999)
    - Repräsentant: Wolfgang Petritsch (18. August 1999–2002)

  - Staatsoberhaupt:
    - Vorsitzender des Staatspräsidiums Zivko Radišić (1998–15. Juni 1999, 2000–2001)
    - Vorsitzender des Staatspräsidiums Ante Jelavić (15. Juni 1999–2000)

  - Staatspräsidium:
    - Bosniaken: Alija Izetbegović (1998–2002)
    - Kroaten: Ante Jelavić (1998–2001)
    - Serben: Živko Radišić (1998–2002)

  - Regierungschef:
    - Co-Ministerpräsident Haris Silajdžić (1993–1996, 1997–2000) (2006–2010 Mitglied des Staatspräsidiums)
    - Co-Ministerpräsident Boro Bosić (1997–3. Februar 1999)
    - Co-Ministerpräsident Svetozar Mihajlović (3. Februar 1999–2000)
- Bulgarien
  - Staatsoberhaupt: Präsident Petar Stojanow (1997–2002)
  - Regierungschef: Ministerpräsident Iwan Kostow (1997–2001)
- Dänemark
  - Staatsoberhaupt: Königin Margrethe II. (1972–2024)
  - Regierungschef: Ministerpräsident Poul Nyrup Rasmussen (1993–2001)
  - Färöer (politisch selbstverwalteter und autonomer Bestandteil des Königreichs Dänemark)
    - Vertreter der dänischen Regierung: Reichsombudsfrau Vibeke Larsen (1995–2001)
    - Regierungschef: Ministerpräsident Anfinn Kallsberg (1998–2004)

  - Grönland (politisch selbstverwalteter und autonomer Bestandteil des Königreichs Dänemark)
    - Vertreter der dänischen Regierung: Reichsombudsmann Gunnar Martens (1995–2002)
    - Regierungschef: Ministerpräsident Jonathan Motzfeldt (1979–1991, 1997–2002)
- Deutschland
  - Staatsoberhaupt:
    - Bundespräsident Roman Herzog (1994–30. Juni 1999)
    - Bundespräsident Johannes Rau (1. Juli 1999–2004)

  - Regierungschef: Bundeskanzler Gerhard Schröder (1998–2005)
- Estland
  - Staatsoberhaupt: Präsident Lennart Meri (1992–2001)
  - Regierungschef:
    - Ministerpräsident Mart Siimann (1997–25. März 1999)
    - Ministerpräsident Mart Laar (1992–1994, 25. März 1999–2002)
- Finnland
  - Staatsoberhaupt: Präsident Martti Ahtisaari (1994–2000)
  - Regierungschef: Ministerpräsident Paavo Lipponen (1995–2003)
- Frankreich
  - Staatsoberhaupt: Präsident Jacques Chirac (1995–2007) (1974–1976, 1986–1988 Premierminister)
  - Regierungschef: Premierminister Lionel Jospin (1997–2002)
- Griechenland
  - Staatsoberhaupt: Präsident Konstantinos Stefanopoulos (1995–2005)
  - Regierungschef: Ministerpräsident Konstantinos Simitis (1996–2004)
- Irland
  - Staatsoberhaupt: Präsidentin Mary McAleese (1997–2011)
  - Regierungschef: Taoiseach Bertie Ahern (1997–2008)
- Island
  - Staatsoberhaupt: Präsident Ólafur Ragnar Grímsson (1996–2016)
  - Regierungschef: Ministerpräsident Davíð Oddsson (1991–2004)
- Italien
  - Staatsoberhaupt:
    - Präsident Oscar Luigi Scalfaro (1992–15. Mai 1999)
    - Senatspräsident Nicola Mancino (15. Mai 1999–18. Mai 1999)
    - Präsident Carlo Azeglio Ciampi (18. Mai 1999–2006) (1993–1994 Ministerpräsident)

  - Regierungschef: Ministerpräsident Massimo D’Alema (1998–2000)
- Jugoslawien
  - Staatsoberhaupt: Präsident Slobodan Milošević (1997–2000)
  - Regierungschef: Ministerpräsident Momir Bulatović (1998–2000)
- Kanalinseln[1]
  - Guernsey
    - Staats- und Regierungschef: Herzogin Elisabeth II. (1952–2022)
      - Vizegouverneur: John Coward (1994–2000)

  - Jersey
    - Staats- und Regierungschef: Herzogin Elisabeth II. (1952–2022)
      - Vizegouverneur: Michael Wilkes (1995–2000)
- Kroatien
  - Staatsoberhaupt:
    - Präsident Franjo Tuđman (1991–10. Dezember 1999)
    - Präsident Vlatko Pavletić (26. November 1999–2000) (26. November–10. Dezember kommissarisch)

  - Regierungschef: Regierungspräsident Zlatko Mateša (1995–2000)
- Lettland
  - Staatsoberhaupt:
    - Präsident Guntis Ulmanis (1993–8. Juli 1999)
    - Präsidentin Vaira Vīķe-Freiberga (8. Juli 1999–2007)

  - Regierungschef:
    - Ministerpräsident Vilis Krištopans (1998–16. Juli 1999)
    - Ministerpräsident Andris Šķēle (1995–1997, 16. Juli 1999–2000)
- Liechtenstein
  - Staatsoberhaupt: Fürst Hans-Adam II. (seit 1989)
  - Regierungschef: Mario Frick (1993–2001)
- Litauen
  - Staatsoberhaupt: Präsident Valdas Adamkus (1998–2003, 2004–2009)
  - Regierungschef:
    - Ministerpräsident Gediminas Vagnorius (1991–1992, 1996–4. Mai 1999)
    - Ministerpräsidentin Irena Degutienė (4. Mai 1999–18. Mai 1999, 27. Oktober 1999–3. November 1999) (kommissarisch)
    - Ministerpräsident Rolandas Paksas (18. Mai 1999–27. Oktober 1999, 2000–2001)
    - Ministerpräsidentin Irena Degutienė (4. Mai 1999–18. Mai 1999, 27. Oktober 1999–3. November 1999) (kommissarisch)
    - Ministerpräsident Andrius Kubilius (3. November 1999–2000, 2008–2012)
- Luxemburg
  - Staatsoberhaupt: Großherzog Jean (1964–2000)
  - Regierungschef: Ministerpräsident Jean-Claude Juncker (1995–2013)
- Malta
  - Staatsoberhaupt:
    - Präsident Ugo Mifsud Bonniċi (1994–4. April 1999)
    - Präsident Guido de Marco (4. April 1999–2004)

  - Regierungschef: Premierminister Edward Fenech Adami (1987–1996, 1998–2004) (2004–2009 Präsident)
- Isle of Man[1]
  - Staatsoberhaupt: Lord of Man Elisabeth II. (1952–2022)
    - Vizegouverneur: Timothy Daunt (1995–2000)

  - Regierungschef: Premierminister Donald Gelling (1996–2001, 2004–2006)
- Mazedonien
  - Staatsoberhaupt:
    - Präsident Kiro Gligorov (1991–19. November 1999)
    - Parlamentspräsident Savo Klimovski (19. November 1999–15. Dezember 1999) (kommissarisch)
    - Präsident Boris Trajkovski (15. Dezember 1999–2004)

  - Regierungschef: Ministerpräsident Ljubčo Georgievski (1998–2002)
- Moldau
  - Staatsoberhaupt: Präsident Petru Lucinschi (1997–2001)
  - Regierungschef:
    - Ministerpräsident Ion Ciubuc (1997–12. März 1999)
    - Ministerpräsident Ion Sturza (12. März 1999–21. Dezember 1999)
    - Ministerpräsident Dumitru Braghiș (21. Dezember 1999–2001)

  - Transnistrien (international nicht anerkannt)
    - Präsident: Igor Smirnow (1991–2011)
- Monaco
  - Staatsoberhaupt: Fürst: Rainier III. (1949–2005)
  - Regierungschef: Staatsminister Michel Lévêque (1997–2000)
- Niederlande
  - Staatsoberhaupt: Königin Beatrix (1980–2013)
  - Regierungschef: Ministerpräsident Wim Kok (1994–2002)
  - Niederländische Antillen (Land des Königreichs der Niederlande)
    - Vertreter der niederländischen Regierung: Gouverneur Jaime Saleh (1990–2002)
    - Regierungschef:
      - Ministerpräsidentin Suzy Camelia-Römer (1993, 1998–8. November 1999)
      - Ministerpräsident Miguel Pourier (1979, 1994-1998, 8. November 1999–2002)
- Norwegen
  - Staatsoberhaupt: König Harald V. (seit 1991)
  - Regierungschef: Ministerpräsident Kjell Magne Bondevik (1997–2000, 2001–2005)
- Österreich
  - Staatsoberhaupt: Bundespräsident Thomas Klestil (1992–2004)
  - Regierungschef: Bundeskanzler Viktor Klima (1997–2000)
- Polen
  - Staatsoberhaupt: Präsident Aleksander Kwaśniewski (1995–2005)
  - Regierungschef: Ministerpräsident Jerzy Buzek (1997–2001)
- Portugal
  - Staatsoberhaupt: Präsident Jorge Sampaio (1996–2006)
  - Regierungschef: Ministerpräsident António Guterres (1995–2002)
- Rumänien
  - Staatsoberhaupt: Präsident Emil Constantinescu (1996–2000)
  - Regierungschef:
    - Ministerpräsident Radu Vasile (1998–14. Dezember 1999)
    - Innenminister Alexandru Athanasiu (14. Dezember 1999–22. Dezember 1999) (kommissarisch)
    - Ministerpräsident Mugur Isărescu (22. Dezember 1999–2000)
- Russland
  - Staatsoberhaupt:
    - Präsident Boris Jelzin (1991–31. Dezember 1999)
    - Präsident Wladimir Putin (31. Dezember 1999–2008) (kommissarisch bis 7. Mai 2000) (1999–2000, 2008–2012 Ministerpräsident)

  - Regierungschef:
    - Ministerpräsident Jewgeni Primakow (1998–12. Mai 1999)
    - Ministerpräsident Sergei Stepaschin (12. Mai 1999–9. August 1999) (bis 19. Mai 1999 kommissarisch)
    - Ministerpräsident Wladimir Putin (9. August 1999–2000, 2008–2012) (1999–2008, seit 2012 Präsident)
- San Marino
  - Staatsoberhaupt: Capitani Reggenti
    - Pietro Berti (1. Oktober 1998–1. April 1999) und Paolo Bollini (1. Oktober 1998–1. April 1999, 2004)
    - Antonello Bacciocchi (1. April 1999–1. Oktober 1999, 2005–2006) und Rosa Zafferani (1. April 1999–1. Oktober 1999, 2008)
    - Marino Bollini (1979– 1984–1985, 1995, 1. Oktober 1999–1. April 2000) und Giuseppe Arzilli (1986–1987, 1. Oktober 1999–1. April 2000, 2004–2005)

  - Regierungschef: Außenminister Gabriele Gatti (1986–2002) (2011–2012 Capitano Reggente)
- Schweden
  - Staatsoberhaupt: König Carl XVI. Gustaf (seit 1973)
  - Regierungschef: Ministerpräsident Göran Persson (1996–2006)
- Schweiz[2]
  - Bundespräsidentin Ruth Dreifuss (1. Januar 1999–31. Dezember 1999)
  - Bundesrat:
    - Flavio Cotti (1987–30. April 1999)
    - Arnold Koller (1987–30. April 1999)
    - Adolf Ogi (1988–2000)
    - Kaspar Villiger (1989–2003)
    - Ruth Dreifuss (1993–2002)
    - Moritz Leuenberger (1995–2010)
    - Pascal Couchepin (1998–2009)
    - Joseph Deiss (1. Mai 1999–2006)
    - Ruth Metzler-Arnold (1. Mai 1999–2003)
- Slowakei
  - Staatsoberhaupt:
    - Ministerpräsident Mikuláš Dzurinda (1998–15. Juni 1999) (kommissarisch)
    - Präsident Rudolf Schuster (15. Juni 1999–2004)

  - Regierungschef: Ministerpräsident Mikuláš Dzurinda (1998–2006)
- Slowenien
  - Staatsoberhaupt: Präsident Milan Kučan (1991–2002)
  - Regierungschef: Ministerpräsident Janez Drnovšek (1992–2000, 2000–2002) (2002–2007 Präsident)
- Spanien
  - Staatsoberhaupt: König Juan Carlos I. (1975–2014)
  - Regierungschef: Ministerpräsident José María Aznar (1996–2004)
- Tschechien
  - Staatsoberhaupt: Präsident Václav Havel (1993–2003)
  - Regierungschef: Ministerpräsident Miloš Zeman (1998–2002) (2013–2023 Präsident)
- Ukraine
  - Staatsoberhaupt: Präsident Leonid Kutschma (1994–2005) (1992–1993 Ministerpräsident)
  - Regierungschef:
    - Ministerpräsident Walerij Pustowoitenko (1997–22. Dezember 1999)
    - Ministerpräsident Wiktor Juschtschenko (22. Dezember 1999–2001) (2005–2010 Präsident)
- Ungarn
  - Staatsoberhaupt: Präsident Árpád Göncz (1990–2000)
  - Regierungschef: Ministerpräsident Viktor Orbán (1998–2002, seit 2010)
- Vatikanstadt
  - Staatsoberhaupt: Papst Johannes Paul II. (1978–2005)
  - Regierungschef:
    - Kardinalstaatssekretär Angelo Sodano (1990–2006)
    - Präsident des Governatorats Edmund Casimir Szoka (1997–2006)
- Vereinigtes Königreich
  - Staatsoberhaupt: Königin Elisabeth II. (1952–2022) (gekrönt 1953)
  - Regierungschef: Premierminister Tony Blair (1997–2007)
- Republik Zypern
  - Staats- und Regierungschef: Präsident Glafkos Klerides (1993–2003)
  - Nordzypern (international nicht anerkannt)
    - Staatsoberhaupt: Präsident Rauf Denktaş (1983–2005)
    - Regierungschef: Ministerpräsident Derviş Eroğlu (1985–1994, 1996–2004, 2009–2010) (2010–2015 Präsident)